# Giáo phận Stockholm (Công giáo Rôma)
Giáo phận Stockholm (tiếng Latinh: Dioecesis Holmiensis; tiếng Thụy Điển: Stockholms katolska stift) là một giám mục giáo hội Công giáo Latinh ở Thụy Điển và là giáo phận Công giáo La Mã duy nhất được thành lập ở Thụy Điển kể từ thời Cải cách Tin lành.
Tòa thánh của nhà thờ nhìn thấy là Nhà thờ Saint Erik, ở thủ đô Stockholm của Thụy Điển. Các nhà thờ Công giáo trước đây ('domkyrka') ở Linköping, Lund, Skara, Strängnäs, Uppsala (archiepiscopal), Västerås và Växjö đều đã được biến thành nhà thờ Lutheran, như Di sản Thế giới Ned
Giáo phận Stockholm, không thuộc tỉnh giáo hội nhưng thành lập một hội nghị giám mục với các nước láng giềng Bắc Âu, bao gồm 44 giáo xứ và bao trùm toàn bộ đất nước Thụy Điển.